# Albert Vanhoye
Albert kardinál Vanhoye TJ (24. července 1923 Hazebrouck – 29. července 2021) byl francouzský římskokatolický kněz, teolog, jezuita, kardinál.

## Život
Do Tovaryšstva Ježíšova vstoupil v září 1941, první sliby složil 15. listopadu 1944. Kněžské svěcení přijal o deset let později, 25. července 1954. Pokračoval ve studiích v Papežském biblickém institutu v Římě, kde v roce 1958 obhájil licenciát z Písma svatého a v roce 1963 zde získal doktorát. Na této škole poté přednášel a v letech 1969 až 1990 vykonával funkci děkana fakulty. V roce 1990 byl jmenován konzultorem Kongregace pro nauku víry, v letech 1978 až 1999 byl také konzultorem Kongregace pro katolickou výchovu. Šestnáct roků (v období let 1980 až 1996) plnil funkci konzultora Papežské rady pro jednotu křesťanů.
V letech 1984 až 2001 se účastnil práce Papežské biblické komise, od roku 1990 jako její sekretář. Patří mezi členy řady sdružení zabývajících se biblickou tematikou, vydal sedmnáct odborných publikací a řadu článků, mj. v encyklopediích různého druhu. V roce 2006 ho papež Benedikt XVI. jmenoval kardinálem. Vzhledem ke svému věku získal dispens od biskupského svěcení. Protože byl starší 80 let, neměl rovněž právo účastnit se konkláve. Jeho jmenování tak mělo především charakter ocenění jeho dosavadní teologické činnosti.